# 斉藤ふみのくるくるナイト
斉藤ふみのくるくるナイト（さいとうふみのくるくるナイト）は、2006年4月から2012年頃までKBCラジオで放送している夜の番組である。
パーソナリティは、斉藤ふみ。

## 放送時間
- 木曜日：24:30～25:00(JST)

## コーナー
- くるくるでよかろうもん…エリア内の最近の話題を紹介するコーナー。
- くるくるの小部屋…リスナーのお便りをもとに斉藤がトークをするコーナー。
- くるくる相談室…リスナーからの悩みを斉藤が解決するコーナー。